# Giulio Fara
Giulio Fara, all'anagrafe Mario Giulio Fara (Cagliari, 5 dicembre 1880 – Pesaro, 9 ottobre 1949), è stato un musicologo italiano.
Durante la sua esistenza, oltre all'insegnamento, scrisse novelle, libretti d'opera, drammi e saggi di storia, estetica e critica musicale; ma in particolare si dedicò alla raccolta e allo studio dei canti e degli strumenti musicali sardi. 

## Biografia
Introdotto alle discipline umanistico-artistiche dai genitori, entrambi avvocati, inizia ad interessarsi alla musica, grazie anche alla presenza nell'ambito familiare di Giovanni Fara, un collaboratore di Arturo Toscanini, e Giovanni Battista Dessy, compositore di melodrammi. Dal 1906 al 1917 insegna solfeggio, armonia e canto corale in diverse scuole di Cagliari, collaborando anche con diverse riviste tra cui l'autorevole Rivista musicale italiana promossa dal musicologo Oscar Chilesotti.
Nel '23, vincitore di concorso, si trasferisce a Pesaro come docente di estetica e storia della musica, oltre che bibliotecario, presso il liceo musicale "Rossini". Qui presterà servizio sino al decesso, avvenuto nel '49, con una parentesi nel 1943 quando subì una temporanea radiazione dal ruolo per la sua opposizione al regime fascista al quale decise di non aderire neppure formalmente.